# Kompania graniczna KOP „Olkieniki”
Kompania graniczna KOP „Olkieniki” – pododdział graniczny Korpusu Ochrony Pogranicza pełniący służbę ochronną na granicy polsko-litewskiej.

## Geneza
Do czasu zakończenia wojny polsko-bolszewickiej, czyli do jesieni 1920, wschodnią granicę państwa polskiego wyznaczała linia frontu. Dopiero zarządzeniem z 6 listopada 1920 utworzono Kordon Graniczny Ministerstwa Spraw Wojskowych. W połowie stycznia 1921 zmodyfikowano formę ochrony granicy i rozpoczęto organizowanie Kordonu Granicznego Naczelnego Dowództwa WP. Obsadzony on miał być przez żandarmerię polową i oddziały wojskowe. Latem 1921 ochronę granicy wschodniej postanowiło powierzyć Batalionom Celnym. W Olkienikach rozmieszczono dowództwo i pododdziały sztabowe 15 batalionu celnego.
W drugiej połowie 1922 przeprowadzono kolejną reorganizację organów strzegących granicy wschodniej. 1 września 1922 bataliony celne przemianowano na bataliony Straży Granicznej. W rejonie odpowiedzialności przyszłej kompanii granicznej KOP „Olkieniki” służbę graniczną pełniły pododdziały 15 batalionu Straży Granicznej.
Już w następnym zlikwidowano Straż Graniczną, a z dniem 1 lipca 1923 pełnienie służby granicznej na wschodnich rubieżach powierzono Policji Państwowej.
W sierpniu 1924 podjęto uchwałę o powołaniu Korpusu Ochrony Pogranicza – formacji zorganizowanej na wzór wojskowy, a będącej w etacie Ministerstwa Spraw Wewnętrznych.

## Formowanie i zmiany organizacyjne
Na podstawie rozporządzenie Ministra Spraw Wewnętrznych nr 1099 ze stycznia 1926, w trzecim etapie organizacji Korpusu Ochrony Pogranicza, sformowano 23 batalion graniczny , a w jego składzie 4 kompanię graniczną KOP. W listopadzie 1936 kompania liczyła 2 oficerów, 9 podoficerów, 5 nadterminowych i 76 żołnierzy służby zasadniczej.
W 1937 4 kompania graniczna KOP „Wójtowo” podlegała dowódcy batalionu KOP „Orany”. Potem przeniesiono dowództwo kompanii do Olkienik.
W 1939 4 kompania graniczna KOP „Olkieniki” podlegała dowódcy batalionu KOP „Orany”.

## Służba graniczna
Podstawową jednostką taktyczną Korpusu Ochrony Pogranicza przeznaczoną do pełnienia służby ochronnej był batalion graniczny. Odcinek batalionu dzielił się na pododcinki kompanii, a te z kolei na pododcinki strażnic, które były „zasadniczymi jednostkami pełniącymi służbę ochronną”, w sile półplutonu. Służba ochronna pełniona była systemem zmiennym, polegającym na stałym patrolowaniu strefy nadgranicznej i tyłowej, wystawianiu posterunków alarmowych, obserwacyjnych i kontrolnych stałych, patrolowaniu i organizowaniu zasadzek w miejscach rozpoznanych jako niebezpieczne, kontrolowaniu dokumentów i zatrzymywaniu osób podejrzanych, a także utrzymywaniu ścisłej łączności między oddziałami i władzami administracyjnymi. Miejscowość, w którym stacjonowała kompania graniczna, posiadała status garnizonu Korpusu Ochrony Pogranicza.
Wydarzenia
W 1929 skazany został  prawomocnym wyrokiem chor. Stanisław Małecko. Będąc dowódcą plutonu, chorąży świadomie zdradzał tajemnice służbowe w ten sposób, że informował przemytnika Józefa Raubisa z Lejpun  o systemie pełnienia służby na strażnicach KOP „Lejpuny” i „Czarne Kowale”. Otrzymywał przy tym od członków szajki przemytniczej łapówki. Ponadto Małecce zarzucono, że pożyczał od podwładnych mu szeregowych pieniądze, których nigdy nie zwracał. Dochodzenie prowadził posterunek żandarmerii nr 2 przy 23 batalionie KOP.
Sąsiednie kompanie graniczne:
- 3 kompania graniczna KOP „Orany” ⇔ 1 kompania graniczna KOP „Rudziszki” – 1928[15], 1929[16], 1932[17], 1934[18] i w 1938[19]

## Struktura organizacyjna
Strażnice kompanii w latach 1928–1939:
- strażnica KOP „Bortele”[d]
- strażnica KOP „Olkieniki”[e] (stacja)
- strażnica KOP „Leśniczówka”
- strażnica KOP „Czarne Kowale”[f]
- strażnica KOP „Lejpuny”[g]

## Dowódcy kompanii
- kpt. Feliks Chmielewski[24]  (28 III 1930 − )[25]
- kpt. Stanisław Miro Maskowicz (7 VI 1933 - 13 III 1934)[h]
- mjr Tadeusz Hordt[i] ( – 1939)
- kpt. Stanisław Stefański[j] ( IX 1939)